# Kuseröd
Kuseröd är en ort i Tanums socken i Tanums kommun i Bohuslän. Fram till 2015 hade SCB avgränsat två småorter för bebyggelsen. Västra delen ingår med bebyggelsen i Krossekärr i en småort namnsatt till Krossekärr och Kuseröd. Den centrala och östra delen ingår med bebyggelsen i Lunden i en småort namnsatt till Kuseröd och Lunden. Sedan 2015 räknas området som en del i tätorten Grebbestad.